# Elecciones primarias en Perú
Las elecciones primarias en Perú, denominadas alternativa y anteriormente Primarias Abiertas Simultáneas y Obligatorias (abreviatura: PASO), fueron uno de los mecanismos planteados para la elección de las candidaturas a presentarse en las elecciones presidenciales, parlamentarias, regionales y municipales por parte de toda la ciudadanía. Fueron creadas mediante la Ley n.º 30998 (26 de agosto de 2019) como parte de la reforma electoral aprobada durante el gobierno de Martín Vizcarra y originalmente eran de cumplimiento obligatorio. Sin embargo, nunca se llevaron a la práctica.
En estas primarias se definen cuáles agrupaciones políticas están habilitadas para presentarse en las elecciones y cuál lista representará a cada agrupación. No obstante, su desarrollo ha sido suspendido en dos oportunidades (las elecciones generales de 2021 y las elecciones subnacionales de 2022). Si la propuesta de adelanto de elecciones a 2024 hubiera tenido éxito, las primarias se hubieran organizado en algún momento de 2023.
El Congreso peruano revocó las elecciones de 2023 y estableció que los partidos políticos eligieran el mecanismo electoral de su preferencia, incluso en eventuales elecciones municipales y regionales. Por ende, se han relacionado con la falta de exclusión de decenas de candidatos presidenciales, según Percy Medina.

## Fondo
El colapso del sistema de partidos que dominó el mapa político peruano durante la década de 1980, compuesto por Acción Popular, el Partido Aprista Peruano, Izquierda Unida y el Partido Popular Cristiano, inició la crisis de representatividad de las agrupaciones políticas surgidas en los años posteriores. Salvo una breve reaparición tras la caída del régimen fujimorista en 2000, el sistema peruano ha sido denominado como una «democracia sin partidos» debido a los altos niveles de volatilidad electoral y su articulación como redes informales con baja implantación popular.
Las agrupaciones políticas peruanas se caracterizan por ser vehículos personalistas usados únicamente para la presentación de candidaturas improvisadas, con una precariedad organizativa y prácticamente ninguna vida orgánica real, que generalmente desaparecen tras el desarrollo de las elecciones. Además, exhiben prácticas oportunistas e individualistas que impiden el desarrollo de una identidad política, lo que a su vez es la causa de su escasa representatividad.
La Comisión de Alto Nivel para la Reforma Política, como parte de un paquete de reformas políticas, propuso la creación de elecciones internas, abiertas, simultáneas y obligatorias para toda la ciudadanía, organizadas por la Oficina Nacional de Procesos Electorales (ONPE), para la presentación de candidaturas en los procesos de elección popular. La creación de estas primarias fue aprobada por el Congreso bajo el título de «Ley por la que se modifica la Ley 28094, Ley de Organizaciones Políticas, para promover la participación política y la democracia en las organizaciones políticas» (Ley N° 30998).

## Sistema de elección
La organización de las elecciones primarias está a cargo de los organismos electorales estatales peruanos: el Registro Nacional de Identificación y Estado Civil, la Oficina Nacional de Procesos Electorales y el Jurado Nacional de Elecciones. En esta, se someten a voto las candidaturas a la Presidencia de la República, los representantes al Congreso de la República, los gobernadores regionales y los alcaldes provinciales y distritales.
Las elecciones primarias se realizan de manera simultánea mediante voto universal, libre, obligatorio, igual, directo y secreto. La votación se realiza en base al sufragio universal, que comprende a todos los ciudadanos nacionales mayores de dieciocho años, empadronados y residentes en cada circunscripción y en pleno goce de sus derechos políticos. En las primarias de las elecciones generales y municipales, también participan los ciudadanos no nacionales residentes y empadronados en cada circunscripción.
Para continuar con su participación en el proceso electoral, el partido político debe obtener al menos el 1.5 % de los votos válidos en las circunscripciones sometidas a elección. En los comiciones subnacionales, con la participación de movimientos regionales, estos deben obtener al menos el 4% de votos válidos en las circunscripciones sometidas a elección donde se presenten. En caso de las alianzas electorales, los porcentajes se incrementan en 0.5 % por cada organización política adicional.
El JNE propuso realizarse las elecciones primarias con mayor antelación a los 270 días antes de las elecciones generales.